# Acasis bellaria
Acasis bellaria är en fjärilsart som beskrevs av John Henry Leech 1891. Acasis bellaria ingår i släktet Acasis och familjen mätare. Inga underarter finns listade i Catalogue of Life.